# Aleppo International Airport
Aleppo International Airport är en flygplats i Syrien. Den ligger i den nordvästra delen av landet, 300 kilometer norr om huvudstaden Damaskus. Aleppo International Airport ligger 388 meter över havet.
Terrängen runt Aleppo International Airport är platt. Runt Aleppo International Airport är det ganska tätbefolkat, med 86 invånare per kvadratkilometer.. Närmaste större samhälle är Aleppo, 6,1 kilometer väster om Aleppo International Airport. 
Omgivningarna runt Aleppo International Airport är i huvudsak ett öppet busklandskap.